# W41SH
W41SH（ダブリュ ヨンイチ エスエイチ）は、シャープによって開発された、初のKDDI／沖縄セルラー電話連合（各auブランド）向けCDMA 1X WIN端末である。

## 特徴
外装はエッチング加工を施し、布のような（ファブリック調）手触りを実現した。
ディスプレイは、メイン・サブ共にAQUOSの技術を応用したモバイルASV液晶を採用している。また、メインディスプレイには、周りからの覗き込みを防止できるベールビュー液晶を採用している。
「Task」キーにより、メールを作成中にスケジュールを表示するなど、擬似的なマルチタスク「Task bar機能」がある（「Task」キーにより呼び出した機能を使用中に、さらに別のタスクを呼び出すことは出来ない。）。
「EZ着うたフル」や「au LISTEN MOBILE SERVICE」に対応し、EZ FeliCaやSD-Audioなどには対応しない、ミドルエンドクラスのモデルである。
日本語入力システムはケータイShoin4を搭載している。NTTドコモおよび旧ボーダフォン（現：ソフトバンクモバイル）のシャープ製端末で問題となった、文字入力で「みられまくっちゃ」・「かぜがなおりかけた」と入力するとフリーズ・再起動する不具合 は、発覚当時はまだ開発途上にあったため事前に修正され発生していない。
W43Sを除く2006年秋冬モデルのWIN対応端末の多くがmicroSDカードを採用しているが、トヨタ専売のWIN端末TiMO W44T II とこの端末はminiSDカードを採用している。

## 沿革
- 2005年（平成17年）12月21日 - KDDIがシャープ製端末の採用を発表する。
- 2006年（平成18年）4月17日 - JATE（電気通信端末機器審査協会）を通過。
- 2006年8月28日 - KDDI、およびシャープより公式発表。
- 2006年10月12日 - 発売開始。各地域で順次発売。
  - 10月12日 - 北陸エリア
  - 10月13日 - 九州・沖縄エリア
  - 10月14日 - 中部・関西・四国エリア
  - 10月18日 - 北海道・中国エリア
  - 10月20日 - 東北・関東エリア
- 10月13日 - 電源に関する不具合により販売停止。
- 10月20日より順次販売再開。[8]
  - 10月20日 北陸エリア
  - 10月21日 中部・関西・沖縄エリア
  - 10月24日 九州エリア
  - 10月25日 四国エリア
  - 10月26日 北海道エリア
  - 10月27日 東北・関東・中国エリア
- 2007年（平成19年）3月 - 販売終了。
- 2012年（平成24年）7月22日 - L800MHz帯（旧800MHz帯・CDMA Band-Class 3）エリアによるサービスが終了。以降は2GHz帯（CDMA Band-Class 6）エリアによるサービスのみのサポートとなる。

## 対応サービス
- 着うたフル
- EZ・FM
- EZナビウォーク
- EZチャンネル
- LISMO MUSIC（LISMOビデオクリップ非対応）
- 赤外線通信
- EZケータイアレンジ
- PCサイトビューアー

## 不具合
2006年10月13日 - 電源が利用者が意図しない状況で切れるなどの不具合が発生し、北陸地方などで販売中止、その他の地域でも販売延期をした。
2006年12月6日に以下の不具合の修正がケータイアップデートにより行われた。
- アドレス帳に登録してあるにも関わらずCメールを受信した際や着信時に名前が表示されない場合がある
- 特定の設定・操作をした場合、電源がリセットする場合がある
- EZサービスの初期設定に失敗し、Eメールを受信できない場合がある
- 文字入力時にコピーや切り取りしたデータが貼り付けできない場合がある

2007年4月26日に以下の不具合の修正がケータイアップデートにより行われた。

- Eメールにおいて表示不良や電源のリセット等が発生する場合がある
- 着うたが再生できない場合がある
- 画面表示が正しく行われない場合がある

2009年2月3日に以下の不具合の修正がケータイアップデートにより行われた。
- 電源ON時「Loading」表示から待受画面に遷移せず、正常に起動しない場合がある